# Fågelsta (Östergötland)
Fågelsta is een plaats in de gemeente Motala in het landschap Östergötland en de provincie Östergötlands län in Zweden. De plaats heeft 316 inwoners (2005) en een oppervlakte van 55 hectare.

## Verkeer en vervoer
Bij de plaats lopen de Riksväg 50 en Länsväg 206.
Door de plaats lopen enkele spoorlijnen.